# Ваорані
Ваорані або Ваодані також відомі як Вао, є корінним народом з Амазонії в Еквадорі (провінції Напо, Орельяна, Пастаса), які мають виразні відмінності від інших етнічних груп Еквадору.  Термін Аука є зневажливим екзонімом, що використовується сусідніми кечуа, а також часто застосовується іспаномовними, що означає «дикун».
Ваорані відомі своєю позицією,  захищають своє місце проживання та традиції від людей, що хочуть принести їм майбутнє.
Вони складають майже 4 000 осіб і говорять на мові ваорані. Це ізольована мова, яка не має відношення до жодної іншої мови.
Їхні предкові землі знаходяться між річками Курарай та Напо, приблизно за 80 км на південь від Пуерто-Франсіско-де-Орельяна. Ці землі мають розмір близько 190 км у ширину та 120–160 км на південь і північ і піддаються загрозам через нафтовидобуток та незаконну вирубку лісів. 

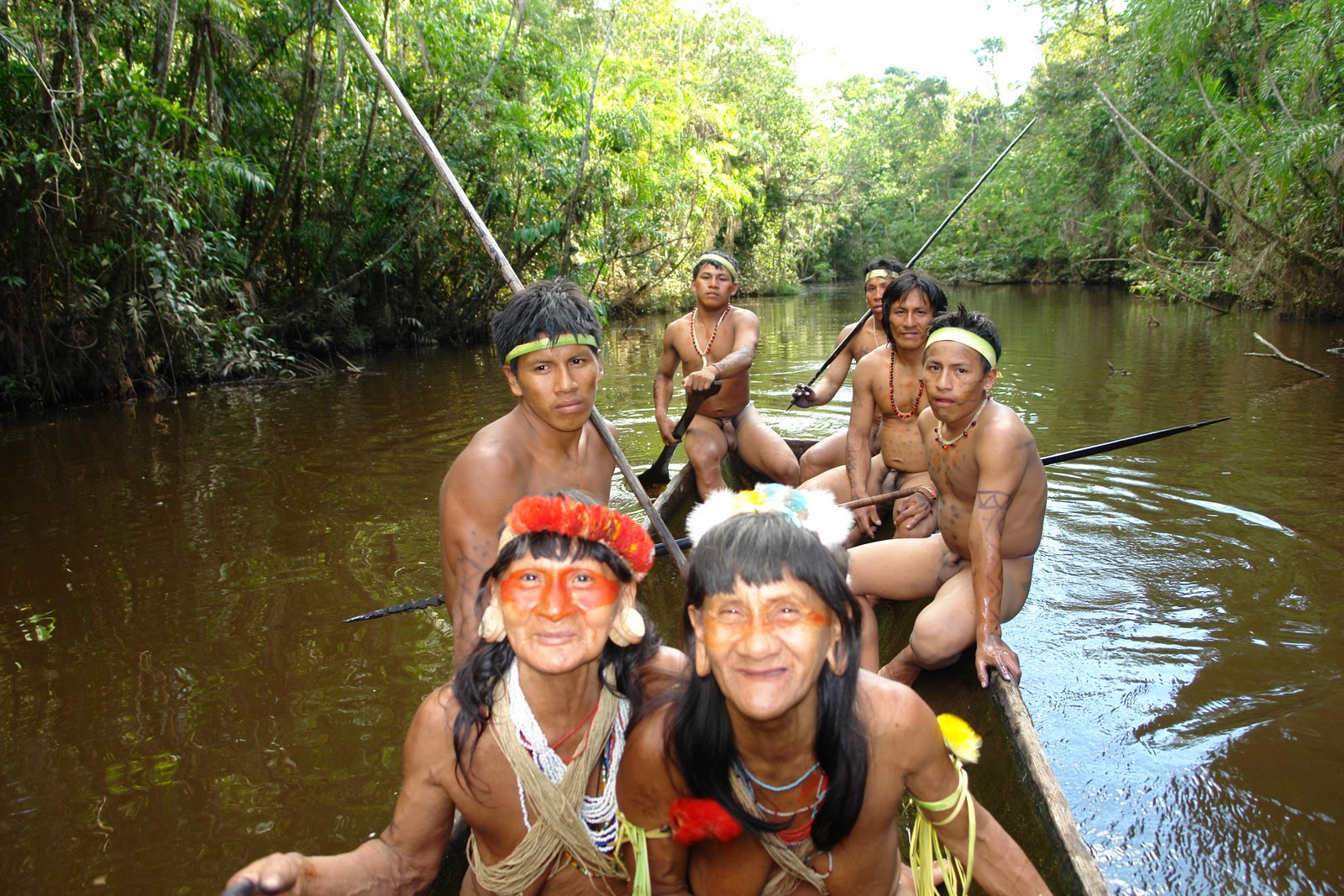
Плем'я Ваорані в провінції Орельяна

Протягом останніх 40 років вони перейшли від суспільства, яке займалося полюванням і збиранням, до переважно осілих поселень в лісі. Як мінімум п’ять громад — Тагаері, Тароменане, Уїнатарі, Оняменане та дві групи Тароменане — відмовилися від усіх контактів із зовнішнім світом і продовжують переміщатися в більш ізольовані райони.

## Культура Ваорані
Культура ваорані сформувалася в умовах тропічного лісу Амазонії, що  на їхній спосіб життя, вірування та соціальну організацію. Вони традиційно були кочовими мисливцями та збирачами, майстерно адаптованими до життя в лісі.  

Будинок плем'я Ваорані

Традиційні хатини ваорані будуються з пальмового листя та деревини. Вони мають відкриту структуру без стін, що сприяє вентиляції у вологому кліматі. Поселення часто змінюють розташування через виснаження природних ресурсів у конкретній місцевості.  
Ваорані живуть у невеликих сімейних групах, що складаються з кількох споріднених родин. Традиційно вони не мали централізованого управління або вождів, а рішення ухвалювали спільно. Родова ідентичність відіграє важливу роль у їхньому суспільстві.  

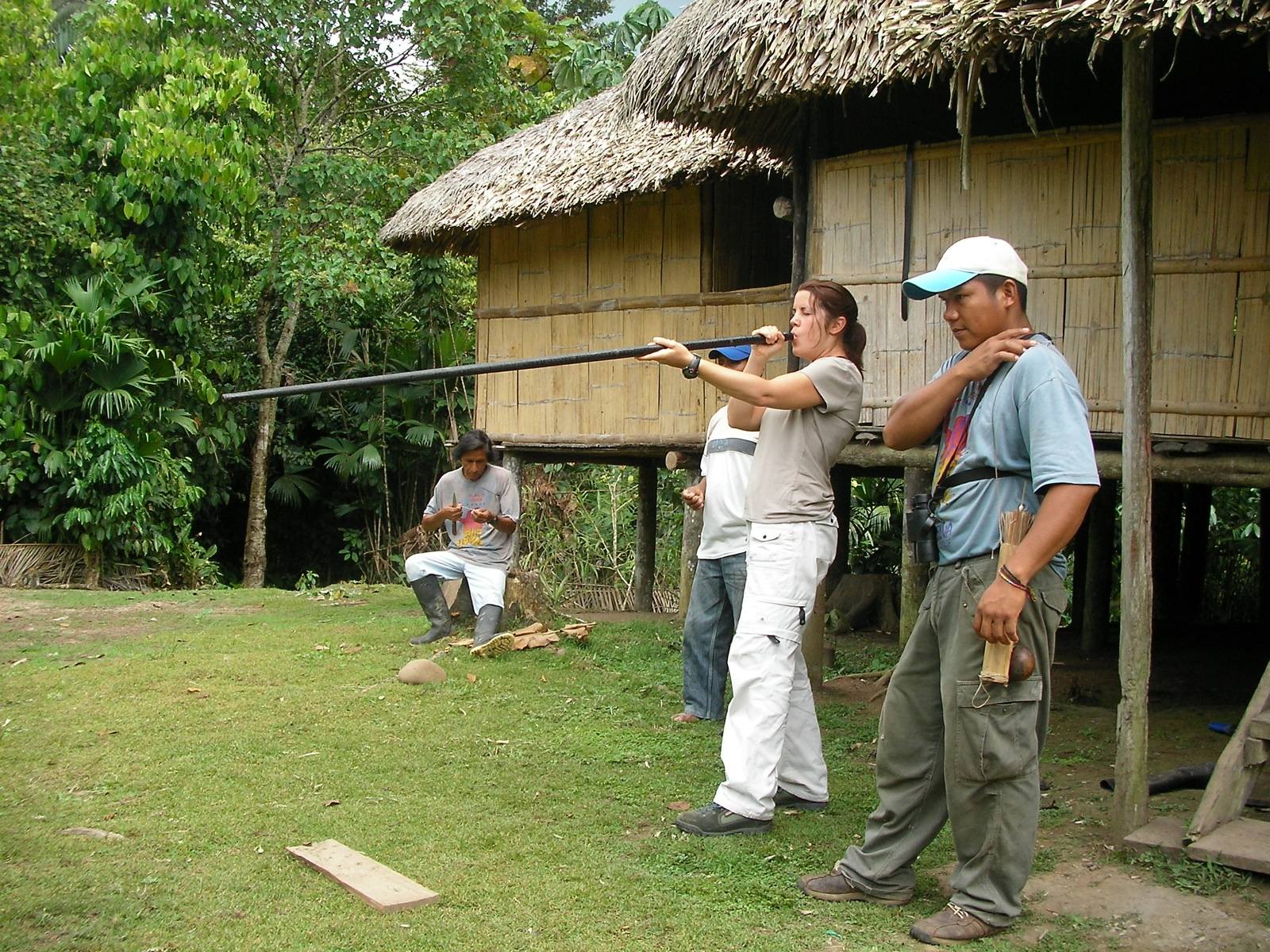
Духова рушниця народу Ваорані, що використовують для полювання на тварин

Полювання є основним джерелом їжі. Ваорані використовують духові рушниці з отруєними дротиками, виготовленими з отрути кураре. Основною здобиччю є мавпи, птахи, кабани та інші лісові тварини. Вони також застосовують списи та луки, хоча значно рідше.   
Через жаркий клімат ваорані традиційно носять мінімальний одяг. Чоловіки часто використовують пояс із кори або тканини, а жінки – спідниці з пальмового волокна. Важливими елементами їхнього образу є прикраси з пір'я, кісток та насіння рослин.  
Традиційні вірування ваорані пов'язані з духами природи. Вони вважають, що світ населений духами тварин, рослин і предків. Шамани виконують роль посередників між людьми та духами, використовуючи ритуальні співи, рослинні відвари та інші засоби для входження у змінені стани свідомості.  
До середини XX століття ваорані уникали будь-якого контакту з зовнішнім світом. Лише у 1950-х роках місіонери та нафтові компанії почали проникати на їхні землі.

## Світогляд
У традиційному анімізмі ваорані не робиться розрізнення між фізичним і духовним світом, і духи присутні у всьому світі. Спочатку ваорані вірили, що весь світ — це ліс. Тропічний ліс залишається основою їхнього фізичного та культурного виживання. Для них ліс є домом, а зовнішній світ вважається небезпечним.
Як сказав один ваорані, "Річки та дерева — це наше життя. Усі специфікації лісу вплетені в життя кожного ваорані і в їхні уявлення про світ. Вони мають вражаюче детальне знання його географії та екології. Ваорані еволюціонували так, що мають дуже плоскі ноги, що допомагає їм лазити по деревах.
Полювання є важливою частиною раціону ваорані і має культурне значення. Перед полюванням чи риболовлею шаман громади часто молиться за удачу в цей день. Традиційно полюють на мавп, птахів і дикого пекарі.

## Перша зустріч з людьми
За словами журналіста Скотта Уоллеса, американські місіонери на чолі з Джимом Еліотом  встановили контакт з Ваорані у 1950-х роках, використовуючи подарунки, скинуті з повітря, та візуальні повідомлення.
Плем'я розуміло, що їм дарують важливі речі, такі як ніж. Вони навіть побачили у літаку людину і під час наступних подарунків
за мотузку встигли причепити папугу - розповів один із присутніх у той день член народу Ваорані.  Після встановлення візуального контакту сучасники спробували приземлити маленький літак на пляжі біля річки завдовжки 300м за кілька кілометрів від місця проживання племені, щоб не налякати його. Дослідники пробули на пляжі кілька годин та готували камери, щоб сфотографувати події, збудували хатинку з дерева, поки до них через шум не наважилися дійти кілька членів племені. Юні американці показували їм сучасні речі, прилади та як їх використовувати. Після цих подій 
відкрили музей з фотографіями 
цих цікавинок. Кожен охочуючий може прийти подивитись і сьогодні.